# 克勞蒂亞·布雷克
克勞蒂亞·李·布雷克（英語：Claudia Lee Black，1972年10月11日—），澳洲女演員。出生于悉尼的一个犹太人家庭。曾在美国、加拿大、西班牙、英国等地生活过。

## 私生活
布萊克在澳大利亞新南威爾士州悉尼的猶太家庭出生並長大。她在新南威爾士州悉尼的聖公會坎巴拉學校接受教育。布萊克在澳大利亞，新西蘭，西班牙，英國，加拿大和美國居住了很長時間。她的父母是澳大利亞醫學院學生Jules和Judy Black。